# Hedda Gabler (hoorspel)
Hedda Gabler is een hoorspelserie in drie delen naar het gelijknamige toneelstuk (1890) van Henrik Ibsen. De TROS zond ze uit vanaf dinsdag 8 november 1983. De vertaling en bewerking waren van Renske Heddema en Hanna Oberman. De regisseur was Bert Dijkstra.

## Delen
- Deel 1 (duur: 39 minuten)
- Deel 2 (duur: 46 minuten)
- Deel 3 (duur: 43 minuten)

## Rolbezetting
- Mariëlle Fiolet (Hedda Gabler)
- Paul van der Lek (Jørgen Tesman)
- Manon Alving (tante Jule Tesman)
- Marijke Merckens (Thea Elvsted)
- Hans Veerman (rechter Brack)
- Riet Wieland-Los (Berte)
- Jan Wegter (Eilert Løvborg)

## Inhoud
Hedda Gabler, de bewonderde en verwende generaalsdochter, is gehuwd met de brave, trouwhartige historicus Jørgen Tesman. Van liefde is er nauwelijks sprake. Dan duikt Eilert Løvborg, een collega van haar man en een fascinerende persoonlijkheid, terug op in de stad. Jaren geleden moest hij omwille van zijn verregaand losbandig gedrag het land verlaten. In die tijd bracht Hedda, uit angst voor een schandaal, de moed niet op om zijn hartstochtelijke liefde te beantwoorden en voor hem een sterke gezellin te zijn. Die vond hij in Thea Elvsted, een schoolvriendin van Hedda. Door een boek te schrijven, wist Løvborg zich te rehabiliteren. Maar hij heeft nu een nog belangrijker werk meegebracht, waarbij Thea hem geholpen heeft. Na een feestje bij de vrijgezel rechter Brack verkiest Løvborg echter het manuscript. Thea wekt niet enkel Hedda's jaloezie op, maar brengt haar ook oog in oog met haar eigen onmacht en geestelijke armoe, en juist om die reden ontstaat haar drang om eenmaal in haar leven macht te hebben over het lot van een mens. Hedda drijft Løvborg naar zijn ondergang. Zij erkent de zinloosheid van haar daden, zelfs van haar ganse leven. Een van Ibsens aantekeningen bij het stuk was: "Hedda's vertwijfeling is het denkbeeld dat er op aarde zeker voldoende mogelijkheden tot geluk bestaan, maar dat ze ze niet herkennen kan. Het ontbreekt haar aan een levensdoel - en dat kwelt haar…"